# آدام رودریگوئز
آدام رودریگوئز (اسپانیایی: Adam Rodríguez‎؛ زادهٔ ۲ آوریل ۱۹۷۵) یک هنرپیشه اهل ایالات متحده آمریکا است. وی از سال ۱۹۹۷ میلادی تاکنون مشغول فعالیت بوده‌است.
از فیلم‌ها یا برنامه‌های تلویزیونی که وی در آن نقش داشته است می‌توان به مجیک مایک و اجازه دهید بازی شروع شود اشاره کرد.